# Lancok Ulim
Lancok Ulim is een bestuurslaag in het regentschap Bireuen van de provincie Atjeh, Indonesië. Lancok Ulim telt 679 inwoners (volkstelling 2010).